# Seznam amerických lehkých letadlových lodí

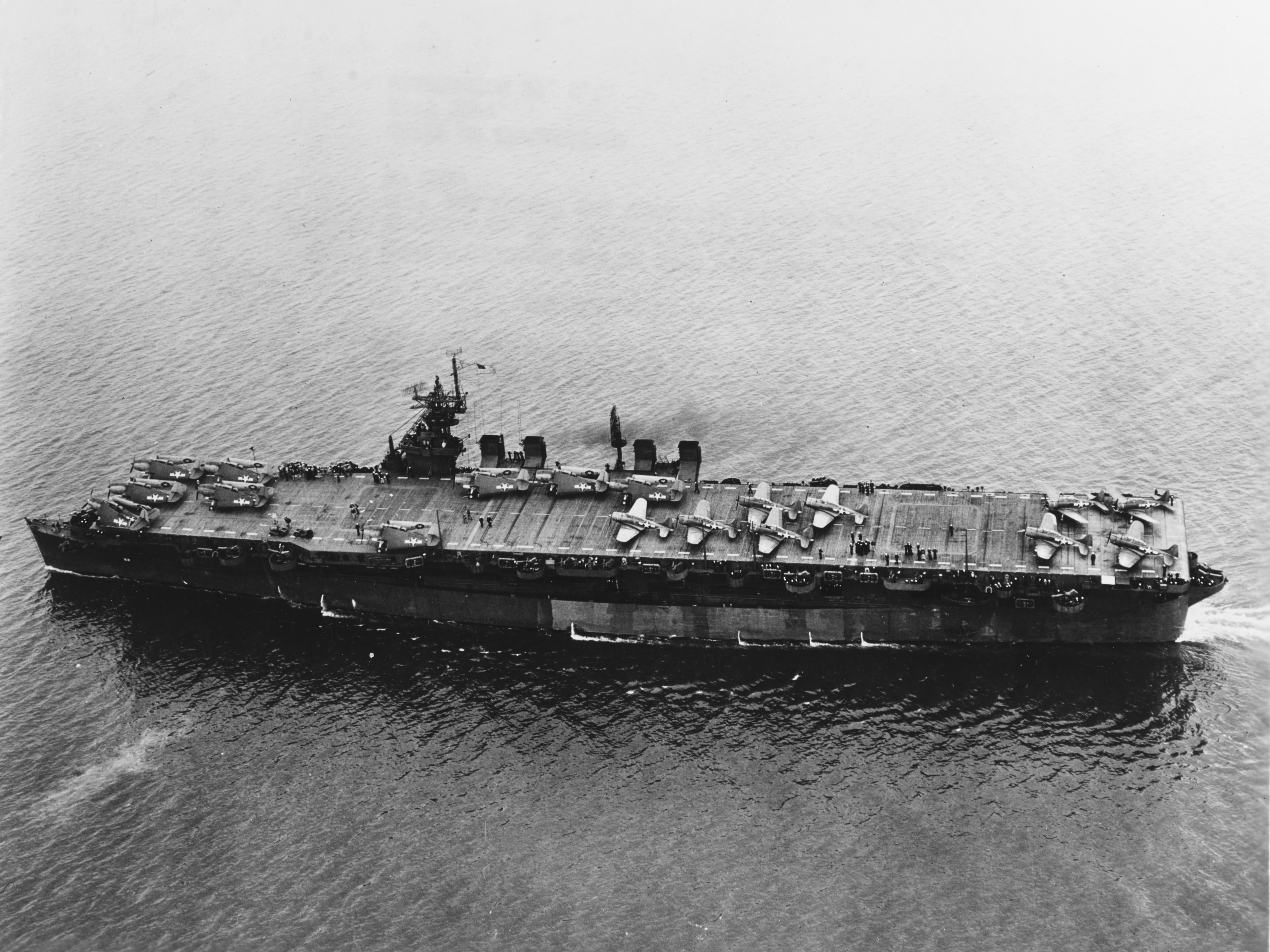
USS Independence (CVL-22)

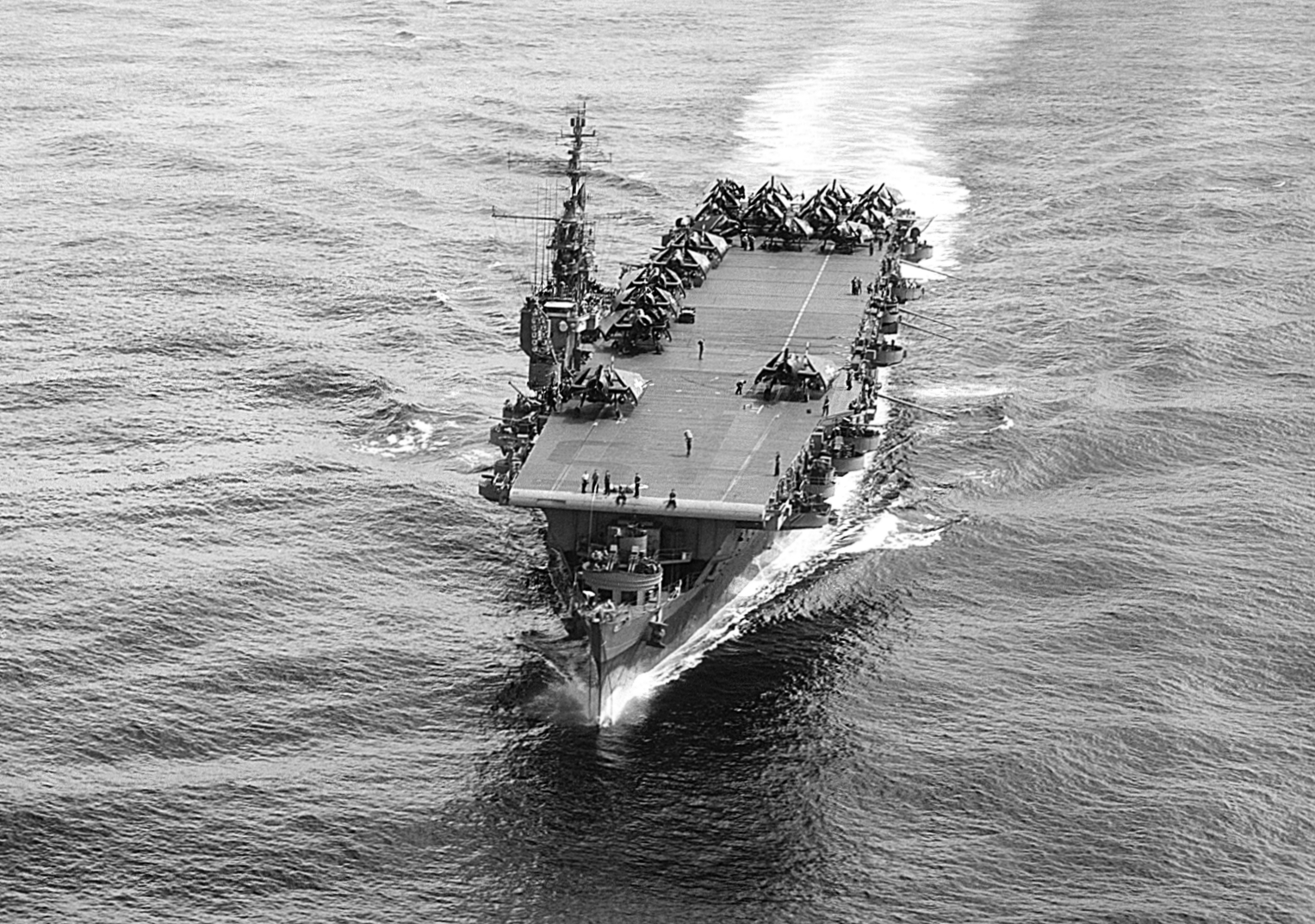
USS Cowpens (CVL-25)

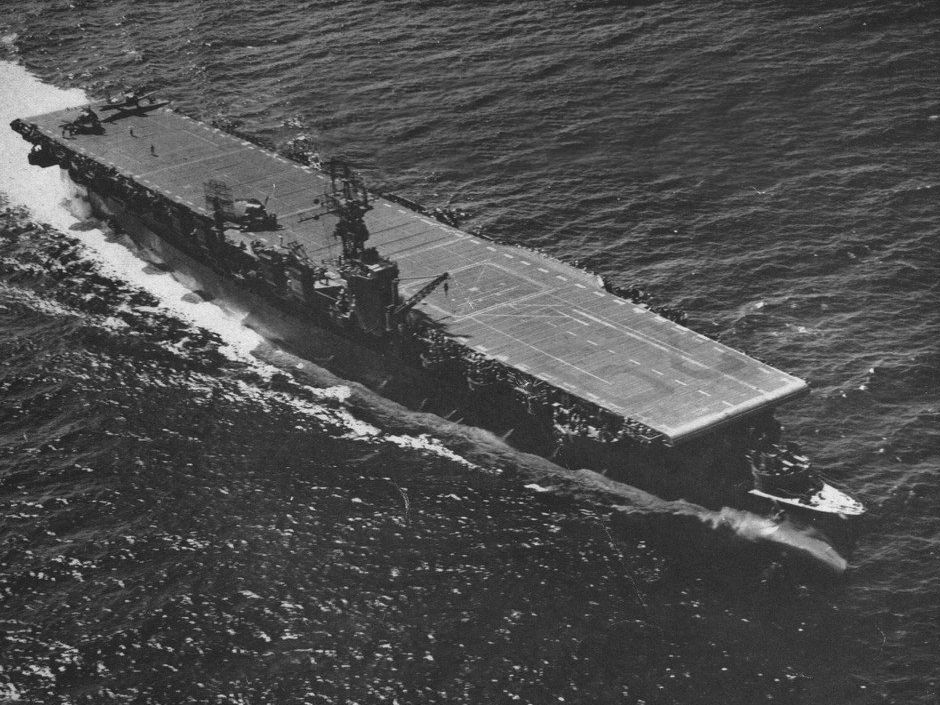
USS Bataan (CVL-29)

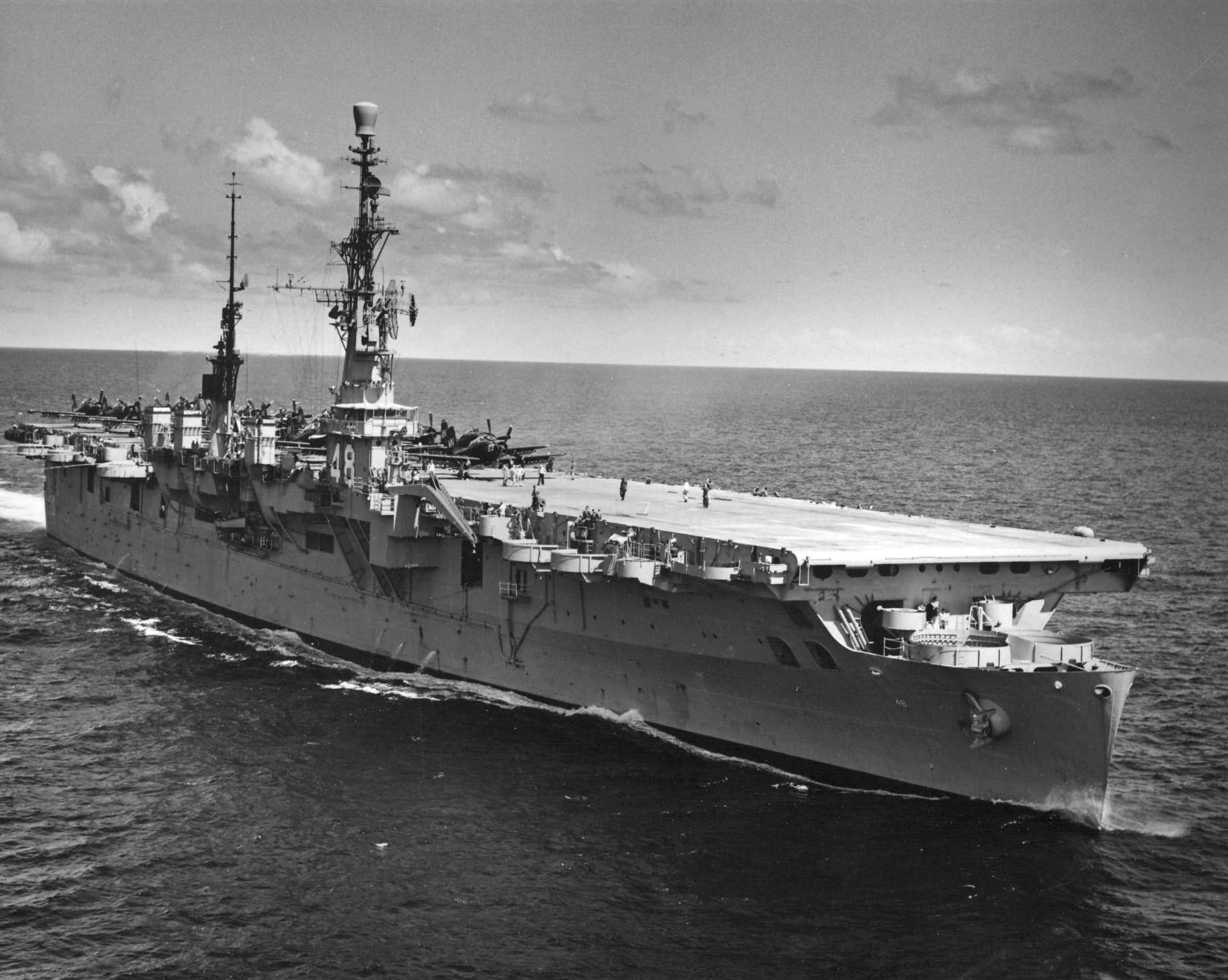
USS Saipan (CVL-48)

Seznam amerických lehkých letadlových lodí zahrnuje všechny lehké letadlové lodě, které sloužily u Námořnictva Spojených států amerických.

## Seznam lodí

### TřídaIndependence
- USS Independence (CVL-22)
- USS Princeton (CVL-23)
- USS Belleau Wood (CVL-24)
- USS Cowpens (CVL-25)
- USS Monterey (CVL-26)
- USS Langley (CVL-27)
- USS Cabot (CVL-28)
- USS Bataan (CVL-29)
- USS San Jacinto (CVL-30)

### TřídaSaipan
- USS Saipan (CVL-48)
- USS Wright (CVL-49)